# Michael Walzer
Pour les articles homonymes, voir Walzer.
Michael Walzer, né le 3 mars 1935 à New York, est un philosophe américain, théoricien de la société qui a beaucoup travaillé sur des domaines tels que la politique, la démocratie, l'éthique, l’équité et la justice.
Auteur de notamment de Guerres justes et injustes (1977) et Sphères de justice (1983), il est professeur émérite de science politique à l'« Institute for Advanced Study » à Princeton.
Il a été le directeur de thèse de Michael Sandel.

## Biographie
Né d'une famille juive ashkénaze, le 3 mars 1935, à New York.

### Études
- En 1956, Walzer obtient un Baccalauréat ès lettres en histoire à l'université Brandeis.
- De 1956 à 1957, il étudie à l'université de Cambridge.
- En 1961, il termine et obtient son doctorat à l'université Harvard.

### Occupations professionnelles
En 1962, Michael Walzer devient professeur à l'université de Princeton où il reste jusqu'en 1966. Il rejoint ensuite l'université Harvard où il enseigne jusqu'en 1980. Il devient par la suite membre permanent de la faculté de sciences sociales à l'Institute for Advanced Study.

### Travaux
Michael Walzer a écrit sur un grand nombre de sujets : la notion de guerre juste, le nationalisme, l'ethnicité, la justice distributive, la critique (sociale), le radicalisme, la tolérance et la politique.
En dehors de son travail académique, Michael Walzer est coéditeur en chef de la revue Dissent, une revue américaine, et contribue à The New Republic.
Il est membre de plusieurs associations philosophiques telles que l'American Philosophical Society.
On identifie souvent Walzer comme un fer de lance des positions communautariennes dans la théorie politique avec Alasdair MacIntyre et Michael Sandel. Comme Sandel et MacIntyre, Walzer ne se reconnaît pas vraiment sous cette étiquette. Il a cependant longuement insisté sur le fait que la théorie politique devait trouver ses racines dans les traditions et la culture de sociétés particulières et s'oppose à ce qu'il considère comme étant une abstraction excessive de la philosophie politique. Ses principales contributions intellectuelles incluent en particulier :
- la révision de la théorie de la guerre juste qui met l'accent sur l'importance de l'éthique en temps de guerre tout en refusant le pacifisme ;
- la théorie de l'« égalité complexe », qui considère que la question de l'égalité juste ne se résume pas à un quelconque bien matériel et moral mais plutôt que la justice égalitaire demande que chaque bien soit distribué selon sa signification sociale, et qu'aucun bien (comme l'argent ou le pouvoir politique) ne soit autorisé à dominer ou à distordre la distribution des biens dans les autres sphères ;
- et un argument que la justice est avant tout un standard moral au sein de nations et de sociétés particulières, et non pas un standard qui puisse se développer autour d'une idée d'universalité abstraite.

### Pensée
Selon le chercheur en éthique de la guerre Ariel Colonomos, on peut retrouver la vision de la guerre idéale pour Michael Walzer dans la campagne de bombardements des pilotes de la France libre pendant la Seconde Guerre mondiale, qui depuis l'Angleterre effectuaient des raids aériens en France, sachant qu'ils bombardaient des endroits où se trouvaient d'autres Français et agissaient en conséquence.

### La théorie des sphères de justice
Michael Walzer développe une conception pluraliste et contextuelle de la justice. Pour Walzer, la justice distributive n'est pas réductible à un principe distributif unique et universel, considérant que la justice doit être analysée à travers différentes sphères (éducation, richesse, pouvoir, santé, etc.). Chaque sphère possède ses propres critères de distribution justes, et aucun bien ne devrait prédominer sur des sphères qui ne lui sont pas appropriées (par exemple, la richesse ne devrait pas automatiquement conférer du pouvoir politique).
Il établit donc une conception pluraliste des principes distributifs qu'il nomme égalité complexe. Chaque principe opère dans une sphère d'influence délimitée par ce que la societé juge appropriée pour le bien particulier. Le monopole, le contrôle d'un certain groupe sur un bien, n'est pas injuste en soi mais le devient s'il s'étend sur les autres sphères de manière inappropriée, ce que Walzer appelle prédominance ou tyrannie. Par exemple, un groupe pourrait monopoliser les ressources financières et tenter de les utiliser pour augmenter leur pouvoir politique. Selon Walzer, chercher à contraindre les monopoles est l'objectif de l'égalité simple, alors que la cible de la justice devrait plutôt être la prédominance. Chercher à établir l'égalité simple en essayant de contraindre les monopoles implique un pouvoir excessif à l'état. La justice est plutôt atteinte en luttant contre la prédominance inappropriée d'un bien social sur le domaine d'un autre. De cette manière, il y aura, selon Walzer, des inégalités localisées dans chaque sphère, qui seront tolérables dans la mesure où la prédominance est prévenue.

## Ouvrages publiés

### En anglais
- (en) The Revolution of the Saints: A Study in the Origins of Radical Politics (Harvard University Press, 1965) (ASIN 0674767861)
- (en) Obligations: Essays on Disobedience, War and Citizenship (Harvard University Press, 1970)  (ISBN 0-674-63025-4).
- (en) Political Action (Quadrangle Books, 1971)  (ISBN 0-8129-0173-8).
- (en) Regicide and Revolution (Cambridge University Press, 1974)  (ISBN 0-231-08259-2) (traduit en français : Régicide et révolution, trad. par J. Debouzy et Anne Kupiec, Payot, coll. « Critique de la politique », 1989).
- (en) Just and Unjust Wars (Basic Books, 1977, second edition, 1992)  (ISBN 0-465-03705-4).
- (en) Radical Principles (Basic Books, 1977)  (ISBN 0-465-06824-3).
- (en) Spheres of Justice (Basic Books, 1983)  (ISBN 0-465-08189-4).
- (en) Exodus and Revolution (Basic Books, 1985)  (ISBN 0-465-02164-6).
- (en) Interpretation and Social Criticism (Harvard University Press, 1987)  (ISBN 0-674-45971-7).
- (en) The Company of Critics (Basic Books, 1988)  (ISBN 0-465-01331-7).
- (en) Civil Society and American Democracy (Rotbuch Verlag, 1992, in German)  (ISBN 3-596-13077-8).
- (en) What It Means to Be an American (Marsilio Publishers, 1992)  (ISBN 1-56886-025-0).
- (en) Thick and Thin: Moral Argument at Home and Abroad (Notre Dame Press, 1994)  (ISBN 0-268-01897-9).
- (en) Pluralism, Justice and Equality, with David Miller (Oxford University Press, 1995)  (ISBN 0-19-828008-4).
- (en) Toward a Global Civil Society (Berghahn Books, 1995)  (ISBN 1-57181-054-4).
- (en) On Toleration (Yale University Press, 1997)  (ISBN 0-268-01897-9).
- (en) Arguments from the Left (Atlas, 1997, in Swedish).
- (en) Pluralism and Democracy (Éditions Esprit, 1997, in French)  (ISBN 2-909210-19-7).
- (en) Reason, Politics, and Passion (Fischer Taschenbuch Verlag, 1999, in German)  (ISBN 3-596-14439-6).
- (en) The Jewish Political Tradition, Vol. I Authority, coédité, avec Menachem Lorberbaum, Noam Zohar, et Yair Lorberbaum (Yale University Press, 2000)  (ISBN 0-300-09428-0).
- (en) Exilic Politics in the Hebrew Bible (Mohr Siebeck, 2001, in German)  (ISBN 3-16-147543-7).
- (en) War, Politics, and Morality (Ediciones Paidos, 2001, in Spanish)  (ISBN 84-493-1167-5).
- (en) Arguing About War (Yale University Press, 2004)  (ISBN 0-300-10365-4).
- (en) Politics and Passion: Toward A More Egalitarian Liberalism (Yale University Press, 2004)  (ISBN 0-300-10328-X).
- (en) Law, Politics, and Morality in Judaism. edited by Walzer (Princeton University Press, 2006)  (ISBN 0-691-12508-2).
- (en) Thinking Politically (Yale University Press, 2007)  (ISBN 978-0-300-11816-2).
- (en) In God's Shadow: Politics in the Hebrew Bible, Yale University Press, 2012 (ISBN 978-0-300-18044-2).
- (en) The Paradox of Liberation, Yale University Press, 2015 (ISBN 978-0-300-18780-9).
- (en) The Struggle for a Decent Politics : On "Liberal" as an Adjective, Yale University Press, 2023 (ISBN 9780300267235)

### En français
- (fr) La révolution des saints (Belin, 1988).
- (fr) Régicide et Révolution: le procès de Louis XVI (Payot, 1989).
- (fr) De l'exode à la liberté (Calmann-Lévy, 1994).
- (fr) Le Deuxième Âge de la Critique sociale au XXe siècle (Métailié, 1996).
- (fr) Sphères de justice. une défense du pluralisme et de l'égalité (Seuil, 1997).
- (fr) Traité sur la tolérance (Gallimard, 1998).
- (fr) Guerres justes et injustes : Argumentation morale avec exemples historiques (Belin, 1999).
- (fr) Critique et sens commun (La Découverte, 1999).
- (fr) Raison et passion (Circé, 2003).
- (fr) De la guerre et du terrorisme (Bayard Centurion, 2004).
- (fr) La soif du gain (L'Herne, 2010).
- (fr) Sphères de justice, Une défense du pluralisme et de l'égalité, Seuil, coll. « Couleur Des Idées », 2013 (ISBN 978-2021113006).
- (fr) À L'ombre de Dieu [« In God's Shadow »] (trad. Pierre-Emmanuel Dauzat), Bayard Culture, 2016, 380 p. (ISBN 978-2227486591).
- (fr) Manuel d'action politique [« Political Action »] (trad. Frédéric Joly), Premier Parallèle, 2019, 176 p. (ISBN 9782850610134).
- (fr) Penser la justice : entretiens avec Astrid von Busekist, Paris, Albin Michel, 2020, 357 p. (ISBN 978-2-226-44075-4).

## Ouvrages sur Michaël Walzer
- Cécile Renouard, Michaël Wazer ou l'art libéral du civisme, Collection Semeurs d'avenir, Éditions Temps Présent, Paris, novembre 2010.